# Tectipleura
Tectipleura zijn een subterklasse van slakken (Gastropoda).

## Taxonomie
De volgende taxa zijn bij de subterklasse ingedeeld:
- Orde Aplysiida
- Orde Cephalaspidea
- Superorde Eupulmonata
- Superorde Hygrophila
- Orde Pteropoda
- Superorde Pylopulmonata
- Orde Runcinida
- Superorde Sacoglossa
- Superorde  Siphonarimorpha
- Orde Tectibranchiata
- Orde Umbraculida